# Sasso di Santa Croce

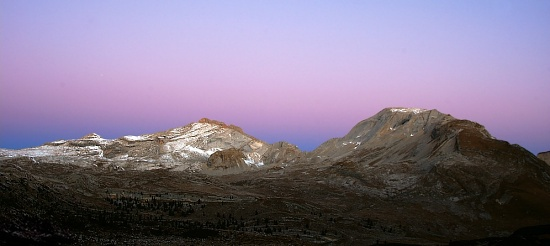
La Cima Dieci a sinistra e Cima Nove viste all'alba dal Passo di Limo nell'Alpe di Fanes

Il Sasso di Santa Croce (Sas dla Crusc in ladino, Kreuzkofel in tedesco), è una montagna delle Dolomiti, nel gruppo delle Dolomiti Orientali di Badia che domina la Val Badia con la sua parete verticale di quasi 900 m.

## Descrizione
Il Sasso di Santa Croce è un gruppo montuoso, caratterizzato da una marcata verticalità delle sue pareti. La cima più elevata è Cima Dieci (ladino: Piz dales Diesc, tedesco: Zehner), che raggiunge i 3.026 m., mentre la cima più conosciuta grazie alla sua posizione dominante nel panorama dell'Alta Badia è il monte Cavallo (ladino: L'Ciaval, tedesco: Heiligkreuzkofel), alta 2.907 m. Un'altra cima rilevante del gruppo è Cima Nove.
La croda ha una forma a ferro di cavallo. La parte esterna caratterizza il versante orientale della Val Badia, mentre l'anfiteatro naturale racchiusa all'interno è conosciuto come Fanes. La salita alle cime Dieci e Cavallo avviene dal passo di Santa Croce (2.612 m), raggiungibile dai rifugi Fanes e Lavarella da un versante, e dall'ospizio di Santa Croce, situato sopra Pedraces in Badia, percorrendo la via ferrata del Monte Cavallo dall'altro. La cima Nove è raggiungibile invece con una breve via ferrata dal passo di Sant'Antonio, raggiungibile sempre dall'alpe di Fanes da una parte, e dalla Val di Spessa e dal paese di La Valle dall'altra.

## Nome
Il nome dell'intera montagna deriva dal nome ladino Sas dla Crusc. Il vocabolo "Sas" in italiano andrebbe reso con croda, termine frequente nelle Dolomiti per indicare le formazioni rocciose isolate e non sasso. Un caso analogo avviene per i nomi italiani del Sassolungo e del Sassopiatto. 
La seconda parte del nome deriva dal sottostante Santuario di Santa Croce, (in ladino conosciuto semplicemente con La Crusc). L'assunzione di tale nome è una traccia dell'importanza ricoperta da tale santuario come meta di pellegrinaggio nel tardo medioevo anche al di fuori della Val Badia.
Il nome ladino, precedente alla fondazione del santuario, era Sas de Vanna.

## Classificazione

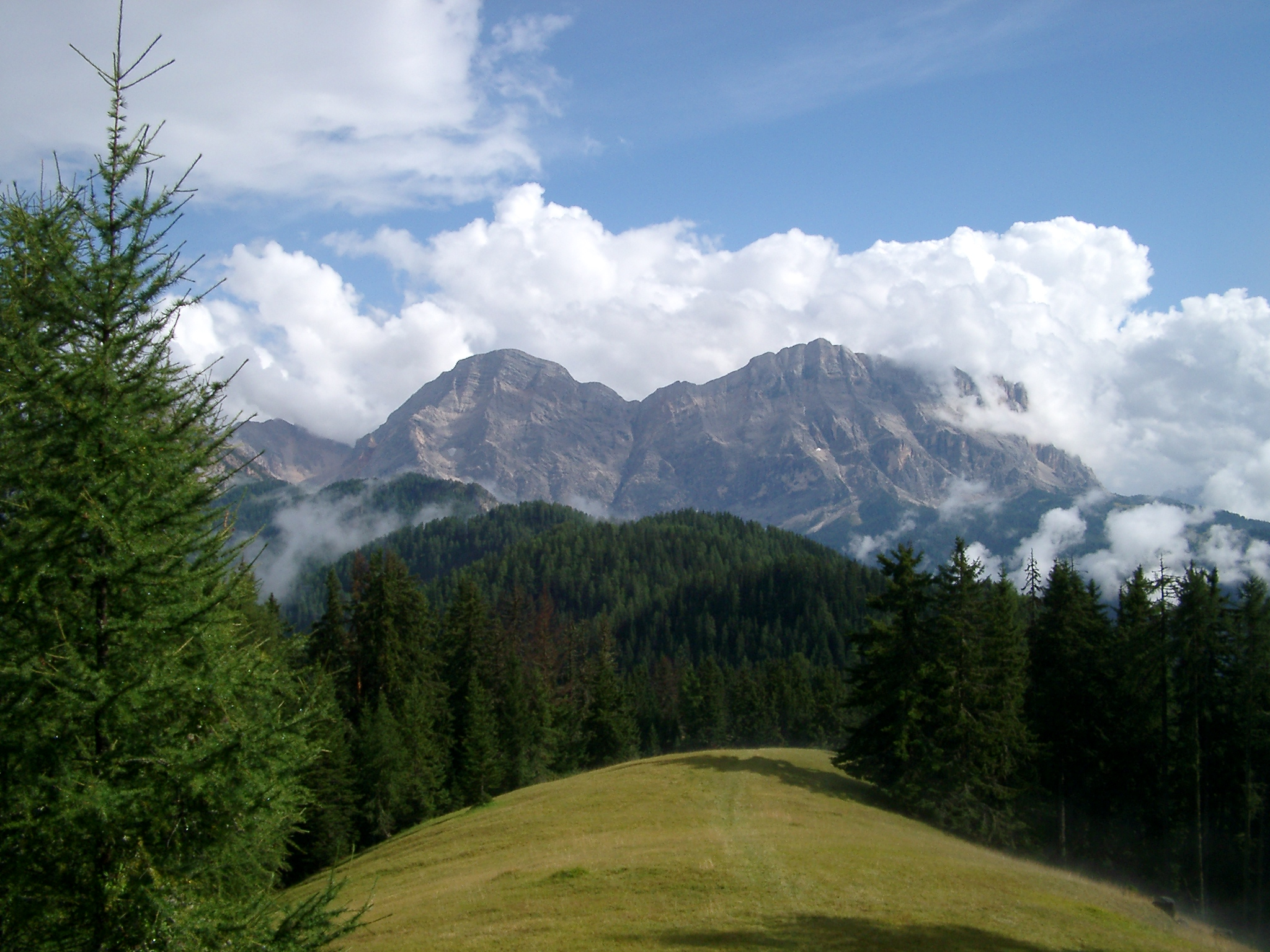
Le cime Nove e Dieci viste dal Piz de Cor, da nord-ovest

Secondo la SOIUSA il Sasso di Santa Croce fa parte del Gruppo delle Cunturines:
- Grande parte = Alpi Orientali
- Grande settore = Alpi Sud-orientali
- Sezione = Dolomiti
- Sottosezione = Dolomiti di Sesto, di Braies e d'Ampezzo
- Supergruppo = Dolomiti Orientali di Badia
- Gruppo = Gruppo delle Conturines
- Codice = II/C-31.I-C.12

## Vie d'arrampicata
Sulla parete ovest sono presenti numerose vie d'arrampicata.
- Via Livanos - 1953 - Prima salita di Georges Livanos e Robert Gabriel
- Diedro Mayerl - 1962 - Prima salita di Sepp Mayerl e M. Rohracher[3]
- Via Messner - 6-7 luglio 1968 - Prima salita di Reinhold Messner col fratello Günther sul Pilastro di Mezzo[4][5]
- Grande Muro - 1969 - Prima salita di Reinhold Messner e Hans Frisch[6]
- Chiodo d'argento - 1984 - Prima salita di Paolo Leoni e Graziano Maffei
- Diretta Grande muro - 26 giugno 1984 - Prima salita di Albert Precht e George Wenger[7]
- Auf die Felsen ihr Affen - luglio 1994 - Prima salita di Christoph Hainz e Kurt Astner, 250 m/7a[8]
- Loss lei, heb schun - giugno 2003 - Prima salita di Helmut Gargitter e Renato Botte[9]
- Silberschrei - 2005 - Prima salita di Hansjörg Auer e Thomas Schreiber[10]
- La perla preziosa - 2006-2008 - Prima salita di Nicola Tondini, Nicola Sartori e Michele Zandegiacom[11]
- Menhir - 10-26 luglio 2010 - Prima salita di Nicola Tondini e Ingo Irsara[12]
- Quo Vadis - 2010 - Prima salita di Nicola Tondini e Ingo Irsara[13]